# Drückebergergasse

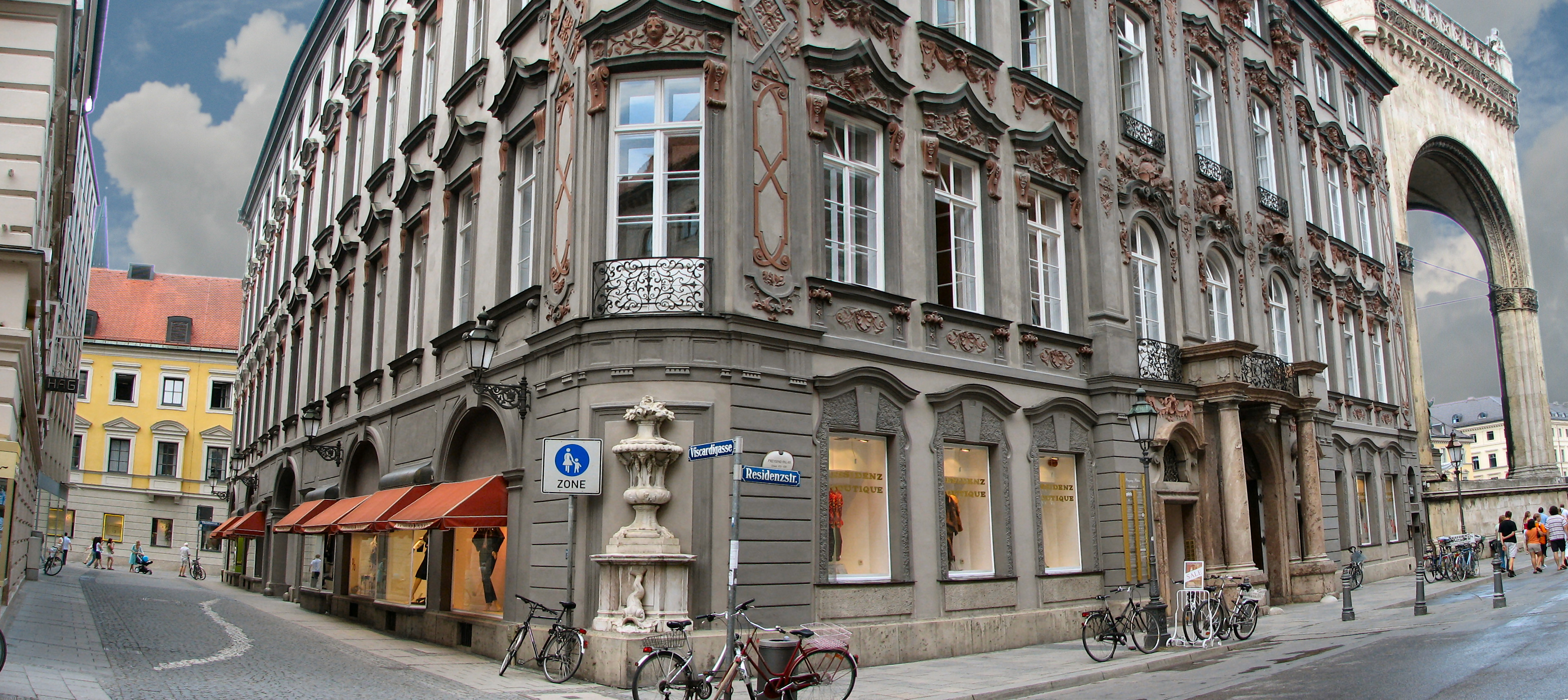
Blick von der Residenzstraße aus: links die Viscardigasse, ganz rechts ist die östliche Seite der Feldherrnhalle zu erkennen, an der die SS-Posten standen

Drückebergergasse (auch Drückeberger-Gassl) ist die volkstümliche Bezeichnung der schmalen, durchgehend mit Kopfsteinen gepflasterten Viscardigasse (bis 1931 Graf-Preysing-Gasse) in München. Offiziell ist sie nach dem Schweizer Barockbaumeister Giovanni Antonio Viscardi benannt. Die Gasse ist nur für Fußgänger freigegeben, an beiden Seiten existieren keine Bordsteinkanten.

## Lage
Die etwas über fünfzig Meter lange Gasse liegt am nördlichen Ende der Fußgängerzone im historischen Kern der Münchner Innenstadt. Sie verbindet Residenzstraße und Theatinerstraße, kurz bevor diese an der östlichen und westlichen Seite der Feldherrnhalle in den Odeonsplatz münden.

## Ursprung des Namens

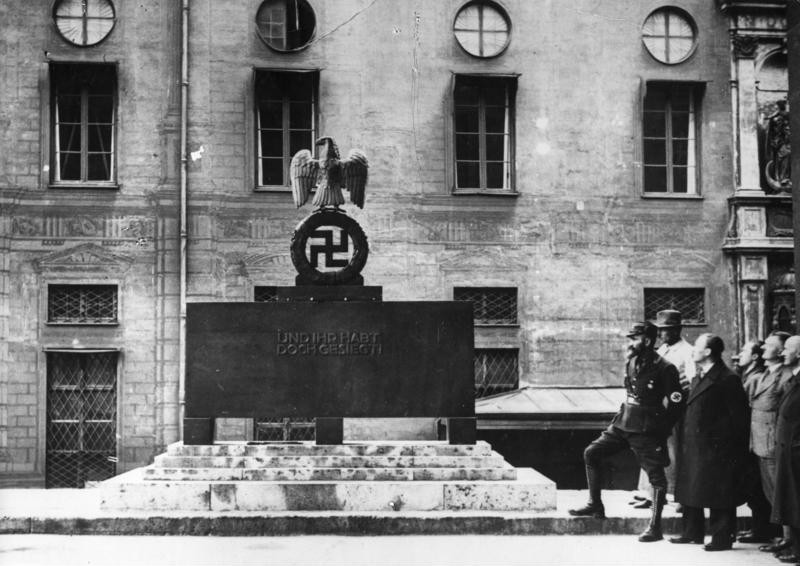
NS-Ehrenmal an der Feldherrnhalle, Rückseite mit Blick über die Straße zur Residenz

Am 9. November 1923 scheiterte vor der Feldherrnhalle Hitlers Putschversuch, der die Weimarer Republik zu Fall bringen sollte. Dabei kamen 15 der Putschisten („Blutzeugen der Bewegung“), vier Polizisten und ein Schaulustiger ums Leben. Die Feldherrnhalle wurde in der Folgezeit zu einer nationalsozialistischen Weihestätte. 1933 wurde an ihrer Ostseite zur Residenzstraße hin ein Ehrenmal mit den Namen der getöteten Putschisten und der Inschrift „Und ihr habt doch gesiegt“ aufgestellt; fortan fanden Aufmärsche und Vereidigungen statt. Vor dem Ehrenmal stand während des Dritten Reichs Tag und Nacht eine SS-Ehrenwache („Doppelposten“). Von allen Vorübergehenden wurde an dieser Stelle eine Ehrenbezeugung in Form des Hitlergrußes erwartet. Wer das nicht wollte, konnte diesen Abschnitt der Residenzstraße meiden, indem er einen Umweg durch die kleine Viscardigasse und die Theatinerstraße westlich der Feldherrnhalle machte. In Anspielung darauf, dass sich viele Menschen so vor dem Hitlergruß „drückten“, bezeichneten die Münchner Bürger damals die schmale Gasse an der Rückseite der Feldherrnhalle als Drückebergergassl.

## Nach dem Zweiten Weltkrieg

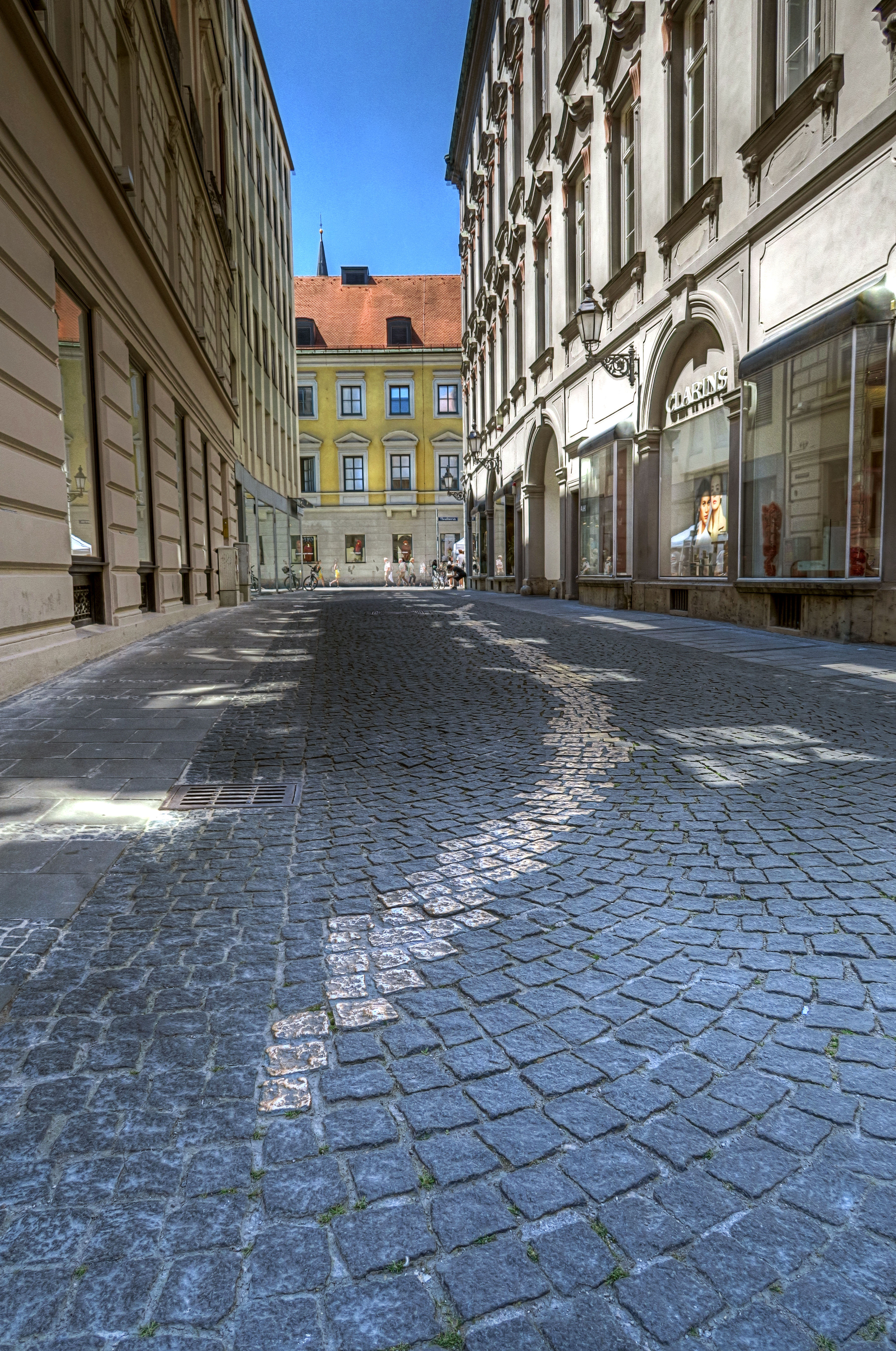
S-förmige Bronzespur

Nach dem Einmarsch der US-Amerikaner ließ die 7. US-Armee am 3. Mai 1945 das nationalsozialistische Ehrenmal demontieren und einschmelzen. Die Drückebergergasse wird im historischen Kontext gerne noch so genannt – bei Stadtführungen, Fremdenbesuchen oder „stadthistorischen Spaziergängen“, um so den stillen, zivilen Widerstand einiger Bewohner der bayerischen Landeshauptstadt gegen das nationalsozialistische Regime zu illustrieren. Um daran zu erinnern, wurde 1995 eine vom Bildhauer und Bronzegießer Bruno Wank gestaltete, s-förmig geschwungene, circa 30 cm breite Bronzespur (Titel: Argumente) entlang des damals von einigen eingeschlagenen „Umwegs“ in das Kopfsteinpflaster der Viscardigasse eingelassen. Die Spur entstand, indem Wank vorhandene Pflastersteine durch unbehandelte Bronzewürfel ersetzte, die im Zeitverlauf durch die Passanten eine glänzende Oberfläche erhielten.

## Kulturelle Rezeption
Das Prinzip der Drückebergergasse findet sich bereits 1804 bei Friedrich Schiller beschrieben. In seinem Schauspiel Wilhelm Tell fordert der Reichsvogt von den Schweizern die Ehrbezeugung vor einem symbolisch aufgehängten Hut. Zwei Soldaten halten davor Wache und unterhalten sich:

„Wir passen auf umsonst. Es will sich niemand
Heranbegeben und dem Hut sein’ Reverenz
Erzeigen. ’s war doch sonst wie Jahrmarkt hier,
Jetzt ist der ganze Anger wie verödet,
Seitdem der Popanz auf der Stange hängt.
(...)
Was rechte Leute sind, die machen lieber
Den langen Umweg um den halben Flecken,
Eh sie den Rücken beugten vor dem Hut.“

In Alfred Anderschs autobiografischer Erzählung Die Inseln unter dem Winde wird die Möglichkeit erwähnt, über die kleine Gasse die Posten zu umgehen.